# Condado de Wilson (Tennessee)
O Condado de Wilson é um dos 95 condados do Estado americano do Tennessee. A sede do condado é Lebanon, e suas maiores cidades são Lebanon, e Mount Juliet. O condado possui uma área de 1 510 km² (dos quais 33 km² estão cobertos por água), uma população de 88 809 habitantes, e uma densidade populacional de 60 hab/km² (segundo o censo nacional de 2000).
 O condado foi fundado em 1799.